# معركة مطار طرابلس الدولي
معركة مطار طرابلس إحدى معارك الحرب الأهلية الليبية 2014. نشبت في يوليو وأغسطس 2014، بين جماعة فجر ليبيا الإسلامية (مكونة من غرفة عمليات ثوار ليبيا وكتائب من مصراتة) وكتائب الزنتان، لا سيما كتيبة أمن المطار. فجر ليبيا ربطت اسمها كاسم رمزي للمعركة، التي دعيت عملية فجر ليبيا.

## خلفية
كتائب الزنتان قامت بتأمين مطار طرابلس الدولي منذ حرب 2011 التي أطاحت بالقذافي.
بعد هزيمة السياسيين الإسلاميين في انتخابات 2014، غرفة عمليات ثوار ليبيا ودرع ليبيا واجهتا مجلس النواب الليبي المعادي للإسلامين لحدٍ بعيد. حليفهم السياسي الأقوى، نوري بو سهمين، واجه خسارة وشيكة للسلطة، وكانوا عرضة لفقدان التمويل والدعم من قبل المؤتمر الوطني العام. المعاديين للإسلام السياسي الذين فازوا انتخابات 2014 حاولوا حَلَّ غرفة عمليات ثوار ليبيا نظرًا لمحاولة الانقلاب سنة 2013، واستطاعوا القيام بذلك بعد الانتخابات.

## أحداث
في 13 يوليو أطلقت جماعة فجر ليبيا عمليتها العسكرية للإستيلاء على المطار. العديد من الطائرات التي كانت رابضة في المطار قد دمرت. وتلقت العملية دعمًا علنيًا من قبل مفتي البلاد الصادق الغرياني.
في 23 أغسطس 2014، انسحبت قوات الزنتان من المطار، ودخلت قوات فجر ليبيا للمطار بعد أن تم قصفهم من طائرة مجهولة أودت بحياة 10. إدعّت قوات الزنتان أن انسحاب تكتيكي وأن تعليمات قد صدرت من البرلمان للقيام بذلك. هذا ما أكده لاحقًا برلمانيون.

## عواقب
بعد تراجع قوات الزنتان، شنّ الإسلاميون حملةً ضد الزنتانيون في طرابلس. حيث إختفى العديد منهم. غرفة عمليات ثوار ليبيا ودرع ليبيا الوسطى حرقوا بيوت سياسيين فازوا بانتخابات 2014.
بعد يومين من انتهاء المعركة، عدد صغير من أعضاء للمؤتمر الوطني العام أعلنوا عن "استئناف عقد جلسات المؤتمر مؤقتا". لم يُعترف بهم من قبل الحكومات الأجنبية، التي لا تزال تعترف بمجلس النواب الليبي كسلطة شرعية بليبيا.
أفادت التقارير أن 90% على الأقل من منشآت المطار، و21 طائرة، دمرت بسبب الأعمال الاقتتالية. قيمة الطائرات المدمرة قدرت بملياري دولار أميركي، الرحلات الجوية من إلى طرابلس الآن تعمل من مطار معتيقة الدولي.

== مراجع ==
1. 1 2 3  ديفيد دي كيركباتريك؛ Schmitt, Eric (25 أغسطس 2014). "Egypt and United Arab Emirates Said to Have Secretly Carried Out Libya Airstrikes". The New York Times. مؤرشف من الأصل في 2018-02-07. اطلع عليه بتاريخ 2014-08-25.
2. ↑  Egypt prepared to take lead in ensuring stability in Libya | نسخة محفوظة 2018-09-29 على موقع واي باك مشين.
3. 1 2 3  "تقرير أممي: قطر والسودان وتركيا سلّحت الميليشيات". بوابة الوسط. 4 مارس 2015. مؤرشف من الأصل في 2015-07-12. اطلع عليه بتاريخ 2015-08-10.
4. ↑  مواجهات ببنغازي غداة معركة مطار طرابلس، سكاي نيوز عربية، 14-07-2014 "نسخة مؤرشفة". مؤرشف من الأصل في 2014-07-17. اطلع عليه بتاريخ 2015-08-10.{{استشهاد ويب}}:  صيانة الاستشهاد: BOT: original URL status unknown (link)
5. 1 2  معركة مفتوحة في ليبيا للسيطرة على مطار طرابلس، الحياة، 21-07-2014 نسخة محفوظة 4 أبريل 2016 على موقع واي باك مشين. [وصلة مكسورة]
6. 1 2  قوات "فجر ليبيا" تدخل مطار طرابلس، الجزيرة.نت، 23-08-2014 نسخة محفوظة 3 أغسطس 2018 على موقع واي باك مشين.
7. ↑  تواصل معركة مطار طرابلس في ليبيا، روسيا اليوم 22-07-2014 نسخة محفوظة 1 ديسمبر 2017 على موقع واي باك مشين.
8. ↑  المؤتمر الوطني العام يقرر استئناف عقد جلساته مؤقتا واتخاذ ما يلزم من التشريعات والإجراءات لتجاوز الأزمة التي تمر بها ليبيا، وكالة الأنباء الليبية 25-08-2014
 نسخة محفوظة 2020-04-09 على موقع واي باك مشين.
9. ↑  Muhamed Juma, Amro Hassan (24 أغسطس 2014). "Islamist militias seize main Libya airport as conflict deepens". Los Angeles Times. مؤرشف من الأصل في 2018-02-15. اطلع عليه بتاريخ 2014-08-27.
10. ↑  معركة مطار طرابلس: تدمير 21 طائرة بملياري دولار، العربية.نت 21-07-2014 نسخة محفوظة 29 يونيو 2016 على موقع واي باك مشين.